# Joris van Overeem
Joris van Overeem (Amsterdam, 1 juni 1994) is een Nederlands voetballer die doorgaans als middenvelder speelt. In juni 2022 verruilde hij FC Utrecht  voor Maccabi Tel Aviv.

## Clubcarrière

### AZ
Van Overeem maakte op 30 oktober 2013 zijn debuut voor AZ tegen Achilles '29 in de KNVB beker als invaller voor Jan Wuytens en maakte bij zijn debuut direct zijn eerste officiële doelpunt. Op 12 december 2013 maakte hij zijn Europees debuut voor AZ in de UEFA Europa League tegen het Griekse PAOK Saloniki (2–2 gelijkspel). Na 89 minuten verving hij Ridgeciano Haps.

### Uitleenperiode FC Dordrecht
Eind juli 2014 bevestigde FC Dordrecht de komst van Van Overeem; Marco Boogers meldde dat hij gedurende één seizoen op huurbasis bij het gepromoveerde Dordrecht in actie zou komen. Van Overeem degradeerde als basisspeler met FC Dordrecht in het seizoen 2014/15 uit de Eredivisie.

### Terugkeer bij AZ
Daarna keerde hij terug bij AZ, waar hij nog vier jaar zou spelen. In deze vier jaar speelde hij met AZ verschillende wedstrijden in de UEFA Europa League.

### FC Utrecht
In de zomer van 2018 tekende Van Overeem een contract tot medio 2022 bij FC Utrecht.

### Maccabi Tel Aviv
Op 13 juni 2022 werd bekend dat Van Overeem een driejarig contract bij het Israëlische Maccabi Tel Aviv heeft getekend en per ingang van het seizoen 2022/23 voor deze club uit zal gaan komen.

## Clubstatistieken
Het aantal wedstrijden en doelpunten voor AZ zijn in de onderstaande tabel per periode bij deze club berekend.
| Seizoen                    | Club             | Land             | Competitie       | Competitie | Competitie | Beker | Beker | Internationaal | Internationaal | Overig | Overig | Totaal | Totaal |
| Seizoen                    | Club             | Land             | Competitie       | Wed.       | Dlp.       | Wed.  | Dlp.  | Wed.           | Dlp.           | Wed.   | Dlp.   | Wed.   | Dlp.   |
| -------------------------- | ---------------- | ---------------- | ---------------- | ---------- | ---------- | ----- | ----- | -------------- | -------------- | ------ | ------ | ------ | ------ |
| 2013/14                    | AZ               | Nederland        | Eredivisie       | 0          | 0          | 1     | 1     | 1              | 0              | 0      | 0      | 2      | 1      |
| Clubtotaal (1/2)           | Clubtotaal (1/2) | Clubtotaal (1/2) | Clubtotaal (1/2) | 0          | 0          | 0     | 1     | 1              | 0              | 0      | 0      | 2      | 1      |
| 2014/15                    | → FC Dordrecht   | Nederland        | Eredivisie       | 34         | 2          | 1     | 0     | –              | –              | 0      | 0      | 35     | 2      |
| Clubtotaal                 | Clubtotaal       | Clubtotaal       | Clubtotaal       | 34         | 2          | 1     | 0     | –              | –              | 0      | 0      | 35     | 2      |
| 2015/16                    | AZ               | Nederland        | Eredivisie       | 33         | 4          | 4     | 1     | 9              | 2              | 0      | 0      | 46     | 7      |
| 2016/17                    | AZ               | Nederland        | Eredivisie       | 23         | 1          | 4     | 0     | 8              | 0              | 4      | 3      | 39     | 4      |
| 2017/18                    | AZ               | Nederland        | Eredivisie       | 25         | 2          | 5     | 0     | –              | –              | 0      | 0      | 30     | 2      |
| Clubtotaal (2/2)           | Clubtotaal (2/2) | Clubtotaal (2/2) | Clubtotaal (2/2) | 81         | 7          | 13    | 1     | 17             | 2              | 4      | 3      | 115    | 13     |
| 2018/19                    | FC Utrecht       | Nederland        | Eredivisie       | 31         | 2          | 3     | 1     | –              | –              | 1      | 0      | 35     | 3      |
| 2019/20                    | FC Utrecht       | Nederland        | Eredivisie       | 14         | 0          | 5     | 0     | 1              | 0              | 0      | 0      | 20     | 0      |
| 2020/21                    | FC Utrecht       | Nederland        | Eredivisie       | 30         | 2          | 2     | 0     | –              | –              | 2      | 0      | 34     | 2      |
| 2021/22                    | FC Utrecht       | Nederland        | Eredivisie       | 23         | 1          | 2     | 0     | –              | –              | 2      | 0      | 27     | 1      |
| Clubtotaal                 | Clubtotaal       | Clubtotaal       | Clubtotaal       | 98         | 5          | 12    | 1     | 1              | 0              | 5      | 0      | 116    | 6      |
| 2022/23                    | Maccabi Tel Aviv | Israël           | Ligat Ha'Al      | 9          | 2          | 4     | 2     | 6              | 1              | 0      | 0      | 19     | 4      |
| 2023/24                    | Maccabi Tel Aviv | Israël           | Ligat Ha'Al      | 31         | 1          | 1     | 0     | 14             | 2              | 0      | 0      | 46     | 3      |
| 2024/25                    | Maccabi Tel Aviv | Israël           | Ligat Ha'Al      | 31         | 2          | 0     | 0     | 12             | 3              | 1      | 0      | 44     | 6      |
| Clubtotaal                 | Clubtotaal       | Clubtotaal       | Clubtotaal       | 71         | 5          | 5     | 2     | 32             | 6              | 1      | 0      | 109    | 13     |
| 2025/26                    | SC Heerenveen    | Nederland        | Eredivisie       | 0          | 0          | 0     | 0     | 0              | 0              | 0      | 0      | 0      | 0      |
| Carrière totaal            | Carrière totaal  | Carrière totaal  | Carrière totaal  | 284        | 19         | 31    | 5     | 52             | 8              | 10     | 3      | 377    | 22     |
| Bijgewerkt op 14 juni 2022 |                  |                  |                  |            |            |       |       |                |                |        |        |        |        |

## Interlandloopbaan
Van Overeem werd gedurende zijn carrière verschillende geslecteerd voor de Nederlandse jeugdelftallen. Met het Nederlands voetbalelftal onder 17 won hij in 2011 het UEFA Europees kampioenschap onder 17.

## Erelijst
- UEFA Europees kampioenschap onder 17 van 2011[8]